# Médaille du combattant militaire de la guerre 1940-1945
La Médaille du combattant militaire de la guerre 1940-1945 (néerlandais : Medaille van de militaire strijder van de oorlog 1940-1945) était une décoration militaire belge créée par arrêté royal le 19 décembre 1967 pour reconnaître le service militaire à l'étranger durant l'occupation de la Belgique de 1940 à 1945.  Elle fut surtout décernée aux  soldats qui servirent durant la Seconde Guerre mondiale dans les troupes belges stationnées en Grande-Bretagne.  La Médaille du combattant militaire de la guerre 1940-1945 ne pouvait pas être décernée à titre posthume.

## Insigne
La Médaille du combattant militaire de la guerre 1940-1945 était une croix grecque frappée de bronze d'une largeur de 38 mm avec les espaces entre ses quatre bras partiellement remplies jusqu'à 3 mm du bout des bras, par des formes semi circulaires donnant l'impression d'une superposition sur un disque.  L'avers arborait l'image en relief d'un "lion rampant" au centre de la croix.  Le revers portait à son centre, l'image en relief d'un glaive pointant verticalement vers le haut et scindant les millésimes "1940" et "1945".
La médaille était suspendue par un anneau passant latéralement au travers d'un barillet au sommet de la croix, à un ruban de soie moirée large de 36 mm.  Le ruban était coloré comme suit: 6 mm vert, 2 mm rouge, 3 mm jaune, 2 mm noir, 1 cm jaune, 2 mm noir, 3 mm jaune, 2 mm rouge, 6 mm vert.

## Récipiendaires illustres (liste partielle)
- Soldat Cornelis Lambeens
- Lieutenant-général Roger Dewandre
- Lieutenant-général Ernest Engelen
- Lieutenant-général le chevalier Louis Teysen
- Lieutenant-général Constant Weyns
- Lieutenant-général de Gendarmerie August Van Wanzeele
- Lieutenant-général aviateur Armand Crekillie
- Vice-amiral aviateur le chevalier André Schlim
- Major-général de cavalerie Jules François Gaston Everaert

## Sources
- Quinot H., 1950, Recueil illustré des décorations belges et congolaises, 4e Edition. (Hasselt)
- Cornet R., 1982, Recueil des dispositions légales et réglementaires régissant les ordres nationaux belges. 2e Ed. N.pl., (Bruxelles)
- Borné A.C., 1985, Distinctions honorifiques de la Belgique, 1830-1985 (Bruxelles)